# فهرست شهرهای آریزونا
مکان‌های ثبت شده
| نام             | نوع  | شهرستان                     | جمعیت (۲۰۱۰) | مساحت (۲۰۰۰)                           | ثبت‌شده |
| --------------- | ---- | --------------------------- | ------------ | -------------------------------------- | ------ |
| آپاچی جانکشن    | شهر  | شهرستان پاینال، آریزونا     | ۳۵٬۸۴۰       | ۳۴٫۲ مایل مربع (۸۸٫۶ کیلومتر مربع)     | ۱۹۷۸   |
| اوندیل          | شهر  | شهرستان مریکوپا، آریزونا    | ۷۶٬۲۳۸       | ۴۱٫۳ مایل مربع (۱۰۷٫۰ کیلومتر مربع)    | ۱۹۴۶   |
| بنسون           | شهر  | شهرستان کوچیز، آریزونا      | ۵٬۱۰۵        | ۳۵٫۷ مایل مربع (۹۲٫۵ کیلومتر مربع)     | ۱۹۲۴   |
| بیسبی           | شهر  | شهرستان کوچیز، آریزونا      | ۵٬۵۷۵        | ۴٫۸ مایل مربع (۱۲٫۴ کیلومتر مربع)      | ۱۹۰۲   |
| باکای           | شهرک | شهرستان مریکوپا، آریزونا    | ۵۰٬۸۷۶       | ۱۴۵٫۸ مایل مربع (۳۷۷٫۶ کیلومتر مربع)   | ۱۹۲۹   |
| بولهد سیتی      | شهر  | شهرستان موهیو، آریزونا      | ۳۹٬۵۴۰       | ۴۶٫۰ مایل مربع (۱۱۹٫۱ کیلومتر مربع)    | ۱۹۸۴   |
| کمپ وردی        | شهرک | شهرستان یاواپی، آریزونا     | ۱۰٬۸۷۳       | ۴۲٫۶ مایل مربع (۱۱۰٫۳ کیلومتر مربع)    | ۱۹۸۶   |
| کیرفری          | شهرک | شهرستان مریکوپا، آریزونا    | ۳٬۳۶۳        | ۸٫۹ مایل مربع (۲۳٫۱ کیلومتر مربع)      | ۱۹۸۶   |
| کاسا گرند       | شهر  | شهرستان پاینال، آریزونا     | ۴۸٬۵۷۱       | ۴۸٫۲ مایل مربع (۱۲۴٫۸ کیلومتر مربع)    | ۱۹۱۵   |
| کیو کریک        | شهرک | شهرستان مریکوپا، آریزونا    | ۵٬۰۱۵        | ۲۸٫۲ مایل مربع (۷۳٫۰ کیلومتر مربع)     | ۱۹۸۶   |
| چندلر           | شهر  | شهرستان مریکوپا، آریزونا    | ۲۳۶٬۱۲۳      | ۵۸٫۰ مایل مربع (۱۵۰٫۲ کیلومتر مربع)    | ۱۹۲۰   |
| چینو ولی        | شهرک | شهرستان یاواپی، آریزونا     | ۱۰٬۸۱۷       | ۱۸٫۶ مایل مربع (۴۸٫۲ کیلومتر مربع)     | ۱۹۷۰   |
| کلارکدیل        | شهرک | شهرستان یاواپی، آریزونا     | ۴٬۰۹۷        | ۷٫۵ مایل مربع (۱۹٫۴ کیلومتر مربع)      | ۱۹۵۷   |
| کلیفتن          | شهرک | شهرستان گرینلی، آریزونا     | ۳٬۳۱۱        | ۱۵٫۰ مایل مربع (۳۸٫۸ کیلومتر مربع)     | ۱۹۰۹   |
| کلرادو سیتی     | شهرک | شهرستان موهیو، آریزونا      | ۴٬۸۲۱        | ۱۰٫۵ مایل مربع (۲۷٫۲ کیلومتر مربع)     | ۱۹۸۵   |
| کولیدج          | شهر  | شهرستان پاینال، آریزونا     | ۱۱٬۸۲۵       | ۵٫۰ مایل مربع (۱۲٫۹ کیلومتر مربع)      | ۱۹۴۵   |
| کاتن وود        | شهرک | شهرستان یاواپی، آریزونا     | ۱۱٬۲۶۵       | ۱۰٫۷ مایل مربع (۲۷٫۷ کیلومتر مربع)     | ۱۹۶۰   |
| دوئی-هامبولدت   | شهرک | شهرستان یاواپی، آریزونا     | ۳٬۸۹۴        | ندارد                                  | ۲۰۰۴   |
| داگلاس          | شهر  | شهرستان کوچیز، آریزونا      | ۱۷٬۳۷۸       | ۷٫۷ مایل مربع (۱۹٫۹ کیلومتر مربع)      | ۱۹۰۵   |
| دانکن           | شهرک | شهرستان گرینلی، آریزونا     | ۶۹۶          | ۲٫۶ مایل مربع (۶٫۷ کیلومتر مربع)       | ۱۹۳۸   |
| ایگار           | شهرک | اپچی                        | ۴٬۸۸۵        | ۱۱٫۳ مایل مربع (۲۹٫۳ کیلومتر مربع)     | ۱۹۴۸   |
| ال میراژ        | شهر  | شهرستان مریکوپا، آریزونا    | ۳۱٬۷۹۷       | ۹٫۷ مایل مربع (۲۵٫۱ کیلومتر مربع)      | ۱۹۵۱   |
| الوی            | شهر  | شهرستان پاینال، آریزونا     | ۱۶٬۶۳۱       | ۷۱٫۷ مایل مربع (۱۸۵٫۷ کیلومتر مربع)    | ۱۹۴۹   |
| فلگستف          | شهر  | شهرستان کاکانینو، آریزونا   | ۶۵٬۸۷۰       | ۶۳٫۶ مایل مربع (۱۶۴٫۷ کیلومتر مربع)    | ۱۸۹۴   |
| فلورنس          | شهرک | شهرستان پاینال، آریزونا     | ۲۵٬۵۳۶       | ۸٫۳ مایل مربع (۲۱٫۵ کیلومتر مربع)      | ۱۹۰۸   |
| فونتین هیلز     | شهرک | شهرستان مریکوپا، آریزونا    | ۲۲٬۴۸۹       | ۱۸٫۲ مایل مربع (۴۷٫۱ کیلومتر مربع)     | ۱۹۸۹   |
| فردونیا         | شهرک | شهرستان کاکانینو، آریزونا   | ۱٬۳۱۴        | ۷٫۴ مایل مربع (۱۹٫۲ کیلومتر مربع)      | ۱۹۵۶   |
| جیلا بند        | شهرک | شهرستان مریکوپا، آریزونا    | ۱٬۹۲۲        | ۲۲٫۸ مایل مربع (۵۹٫۱ کیلومتر مربع)     | ۱۹۶۲   |
| گیلبرت          | شهرک | شهرستان مریکوپا، آریزونا    | ۲۰۸٬۴۵۳      | ۴۳٫۲ مایل مربع (۱۱۱٫۹ کیلومتر مربع)    | ۱۹۲۰   |
| گلندیل          | شهر  | شهرستان مریکوپا، آریزونا    | ۲۲۶٬۷۲۱      | ۵۵٫۸ مایل مربع (۱۴۴٫۵ کیلومتر مربع)    | ۱۹۱۰   |
| گلوب            | شهر  | شهرستان جیلا، آریزونا       | ۷٬۵۳۲        | ۱۸٫۰ مایل مربع (۴۶٫۶ کیلومتر مربع)     | ۱۹۰۷   |
| گودیر           | شهر  | شهرستان مریکوپا، آریزونا    | ۶۵٬۲۷۵       | ۱۱۶٫۵ مایل مربع (۳۰۱٫۷ کیلومتر مربع)   | ۱۹۴۶   |
| گوادالوپ        | شهرک | شهرستان مریکوپا، آریزونا    | ۵٬۵۲۳        | ۰٫۸ مایل مربع (۲٫۱ کیلومتر مربع)       | ۱۹۷۵   |
| هایدن           | شهرک | شهرستان جیلا، آریزونا       | ۶۶۲          | ۱٫۳ مایل مربع (۳٫۴ کیلومتر مربع)       | ۱۹۵۶   |
| هالبروک         | شهر  | شهرستان ناواهو، آریزونا     | ۵٬۰۵۳        | ۱۵٫۵ مایل مربع (۴۰٫۱ کیلومتر مربع)     | ۱۹۱۷   |
| هایاچاکا سیتی   | شهرک | شهرستان کوچیز، آریزونا      | ۱٬۸۵۳        | ۲٫۸ مایل مربع (۷٫۳ کیلومتر مربع)       | ۱۹۵۸   |
| جروم            | شهرک | شهرستان یاواپی، آریزونا     | ۴۴۴          | ۰٫۷ مایل مربع (۱٫۸ کیلومتر مربع)       | ۱۸۸۹   |
| کرنی            | شهرک | شهرستان پاینال، آریزونا     | ۱٬۹۵۰        | ۲٫۸ مایل مربع (۷٫۳ کیلومتر مربع)       | ۱۹۵۹   |
| کینگمن          | شهر  | شهرستان موهیو، آریزونا      | ۲۸٬۰۶۸       | ۳۰٫۰۰ مایل مربع (۷۷٫۷ کیلومتر مربع)    | ۱۹۵۲   |
| لیک هاواسا سیتی | شهر  | شهرستان موهیو، آریزونا      | ۵۲٬۵۲۷       | ۴۳٫۱ مایل مربع (۱۱۱٫۶ کیلومتر مربع)    | ۱۹۷۸   |
| لیتچفیلد پارک   | شهر  | شهرستان مریکوپا، آریزونا    | ۵٬۴۷۶        | ۳٫۱ مایل مربع (۸٫۰ کیلومتر مربع)       | ۱۹۸۷   |
| ماموث           | شهرک | شهرستان پاینال، آریزونا     | ۱٬۴۲۶        | ۱٫۱ مایل مربع (۲٫۸ کیلومتر مربع)       | ۱۹۵۸   |
| مارانا          | شهرک | شهرستان پیما، آریزونا       | ۳۴٬۹۶۱       | ۷۳٫۶ مایل مربع (۱۹۰٫۶ کیلومتر مربع)    | ۱۹۷۷   |
| ماریکوپا        | شهر  | شهرستان پاینال، آریزونا     | ۴۳٬۴۸۲       | موجود نیست                             | ۲۰۰۳   |
| میسا            | شهر  | شهرستان مریکوپا، آریزونا    | ۴۳۹٬۰۴۱      | ۱۲۵٫۲ مایل مربع (۳۲۴٫۳ کیلومتر مربع)   | ۱۸۸۳   |
| میامی           | شهرک | شهرستان جیلا، آریزونا       | ۱٬۸۳۷        | ۱٫۰ مایل مربع (۲٫۶ کیلومتر مربع)       | ۱۹۱۸   |
| نوگالس          | شهر  | شهرستان سانتا کروز، آریزونا | ۲۰٬۸۳۷       | ۲۰٫۸ مایل مربع (۵۳٫۹ کیلومتر مربع)     | ۱۸۹۳   |
| اورو ولی        | شهرک | شهرستان پیما، آریزونا       | ۴۱٬۰۱۱       | ۳۱٫۹ مایل مربع (۸۲٫۶ کیلومتر مربع)     | ۱۹۷۴   |
| پیج             | شهر  | شهرستان کاکانینو، آریزونا   | ۷٬۲۴۷        | ۱۶٫۶ مایل مربع (۴۳٫۰ کیلومتر مربع)     | ۱۹۷۵   |
| پارادایز ولی    | شهرک | شهرستان مریکوپا، آریزونا    | ۱۲٬۸۲۰       | ۱۵٫۵ مایل مربع (۴۰٫۱ کیلومتر مربع)     | ۱۹۶۱   |
| پارکر           | شهرک | شهرستان لا پاز، آریزونا     | ۳٬۰۸۳        | ۲۲٫۰ مایل مربع (۵۷٫۰ کیلومتر مربع)     | ۱۹۴۸   |
| پاتاگونیا       | شهرک | شهرستان سانتا کروز، آریزونا | ۹۱۳          | ۱٫۲ مایل مربع (۳٫۱ کیلومتر مربع)       | ۱۹۴۸   |
| پیزن            | شهرک | شهرستان جیلا، آریزونا       | ۱۵٬۳۰۱       | ۱۹٫۵ مایل مربع (۵۰٫۵ کیلومتر مربع)     | ۱۹۷۳   |
| پیوریا          | شهر  | شهرستان مریکوپا، آریزونا    | ۱۵۴٬۰۶۵      | ۱۴۱٫۷ مایل مربع (۳۶۷٫۰ کیلومتر مربع)   | ۱۹۵۴   |
| فینکس           | شهر  | شهرستان مریکوپا، آریزونا    | ۱٬۴۴۵٬۶۳۲    | ۴۷۵٫۱ مایل مربع (۱٬۲۳۰٫۵ کیلومتر مربع) | ۱۸۸۱   |
| پیما            | شهرک | شهرستان گراهام، آریزونا     | ۲٬۳۸۷        | ۲٫۵ مایل مربع (۶٫۵ کیلومتر مربع)       | ۱۹۱۶   |
| پاینتاپ-لیکساید | شهرک | شهرستان ناواهو، آریزونا     | ۴٬۲۸۲        | ۱۱٫۳ مایل مربع (۲۹٫۳ کیلومتر مربع)     | ۱۹۸۴   |
| پرسکت           | شهر  | شهرستان یاواپی، آریزونا     | ۳۹٬۸۴۳       | ۳۷٫۳ مایل مربع (۹۶٫۶ کیلومتر مربع)     | ۱۸۸۳   |
| پرسکات ولی      | شهرک | شهرستان یاواپی، آریزونا     | ۳۸٬۸۲۲       | ۳۱٫۷ مایل مربع (۸۲٫۱ کیلومتر مربع)     | ۱۹۷۸   |
| کورتزسایت       | شهرک | شهرستان لا پاز، آریزونا     | ۳٬۶۷۷        | ۳۶٫۳ مایل مربع (۹۴٫۰ کیلومتر مربع)     | ۱۹۸۹   |
| کوئین کریک      | شهرک | شهرستان مریکوپا، آریزونا    | ۲۶٬۳۶۱       | ۲۵٫۸ مایل مربع (۶۶٫۸ کیلومتر مربع)     | ۱۹۸۹   |
| سفورد           | شهر  | شهرستان گراهام، آریزونا     | ۹٬۵۶۶        | ۸٫۰ مایل مربع (۲۰٫۷ کیلومتر مربع)      | ۱۹۰۱   |
| سهوآریتا        | شهرک | شهرستان پیما، آریزونا       | ۲۵٬۲۵۹       | ۱۵٫۲ مایل مربع (۳۹٫۴ کیلومتر مربع)     | ۱۹۹۴   |
| سن لوئیس        | شهر  | شهرستان یوما، آریزونا       | ۲۵٬۵۰۵       | ۲۶٫۵ مایل مربع (۶۸٫۶ کیلومتر مربع)     | ۱۹۷۹   |
| اسکاتسدیل       | شهر  | شهرستان مریکوپا، آریزونا    | ۲۱۷٬۳۸۵      | ۱۸۴٫۴ مایل مربع (۴۷۷٫۶ کیلومتر مربع)   | ۱۹۵۱   |
| سدونا           | شهر  | شهرستان یاواپی، آریزونا     | ۱۰٬۰۳۱       | ۱۸٫۶ مایل مربع (۴۸٫۲ کیلومتر مربع)     | ۱۹۸۸   |
| شو لا           | شهر  | شهرستان ناواهو، آریزونا     | ۱۰٬۶۶۰       | ۲۷٫۹ مایل مربع (۷۲٫۳ کیلومتر مربع)     | ۱۹۵۳   |
| سیرا ویستا      | شهر  | شهرستان کوچیز، آریزونا      | ۴۳٬۸۸۸       | ۱۵۳٫۵ مایل مربع (۳۹۷٫۶ کیلومتر مربع)   | ۱۹۵۶   |
| اسنوفلیک        | شهرک | شهرستان ناواهو، آریزونا     | ۵٬۵۹۰        | ۳۰٫۹ مایل مربع (۸۰٫۰ کیلومتر مربع)     | ۱۹۴۸   |
| سامرتن          | شهر  | شهرستان یوما، آریزونا       | ۱۴٬۲۸۷       | ۱٫۳ مایل مربع (۳٫۴ کیلومتر مربع)       | ۱۹۱۸   |
| توسان جنوبی     | شهر  | شهرستان پیما، آریزونا       | ۵٬۶۵۲        | ۱٫۰ مایل مربع (۲٫۶ کیلومتر مربع)       | ۱۹۴۰   |
| اسپرینجرویل     | شهرک | شهرستان آپاچی، آریزونا      | ۱٬۹۶۱        | ۱۱٫۷ مایل مربع (۳۰٫۳ کیلومتر مربع)     | ۱۹۴۸   |
| سینت جانز       | شهر  | شهرستان آپاچی، آریزونا      | ۳٬۴۸۰        | ۶٫۶ مایل مربع (۱۷٫۱ کیلومتر مربع)      | ۱۹۴۶   |
| استار ولی       | شهرک | شهرستان جیلا، آریزونا       | ۱٬۹۷۰        | موجود نیست                             | ۲۰۰۵   |
| سوپریور         | شهرک | شهرستان پاینال، آریزونا     | ۲٬۸۳۷        | ۱٫۹ مایل مربع (۴٫۹ کیلومتر مربع)       | ۱۹۷۶   |
| سورپرایز        | شهر  | شهرستان مریکوپا، آریزونا    | ۱۱۷٬۵۱۷      | ۶۹٫۵ مایل مربع (۱۸۰٫۰ کیلومتر مربع)    | ۱۹۶۰   |
| تیلور           | شهرک | شهرستان ناواهو، آریزونا     | ۴٬۱۱۲        | ۲۴٫۶ مایل مربع (۶۳٫۷ کیلومتر مربع)     | ۱۹۶۶   |
| تمپی            | شهر  | شهرستان مریکوپا، آریزونا    | ۱۶۱٬۷۱۹      | ۴۰٫۲ مایل مربع (۱۰۴٫۱ کیلومتر مربع)    | ۱۸۹۴   |
| تاچر            | شهرک | شهرستان گراهام، آریزونا     | ۴٬۸۶۵        | ۴٫۴ مایل مربع (۱۱٫۴ کیلومتر مربع)      | ۱۸۹۹   |
| تولسان          | شهر  | شهرستان مریکوپا، آریزونا    | ۶٬۵۴۵        | ۵٫۶ مایل مربع (۱۴٫۵ کیلومتر مربع)      | ۱۹۲۹   |
| تومب استون      | شهر  | شهرستان کوچیز، آریزونا      | ۱٬۳۸۰        | ۴٫۳ مایل مربع (۱۱٫۱ کیلومتر مربع)      | ۱۸۸۱   |
| توسان           | شهر  | شهرستان پیما، آریزونا       | ۵۲۰٬۱۱۶      | ۱۹۵٫۱ مایل مربع (۵۰۵٫۳ کیلومتر مربع)   | ۱۸۷۷   |
| تاساین          | شهرک | شهرستان کاکانینو، آریزونا   | ۵۵۸          | موجود نیست                             | ۲۰۱۰   |
| ولتن            | شهرک | شهرستان یوما، آریزونا       | ۲٬۸۸۲        | ۲٫۵ مایل مربع (۶٫۵ کیلومتر مربع)       | ۱۹۷۰   |
| ویکنبرگ         | شهرک | شهرستان مریکوپا، آریزونا    | ۶٬۳۶۳        | ۱۱٫۵ مایل مربع (۲۹٫۸ کیلومتر مربع)     | ۱۹۰۹   |
| ویلکاکس         | شهر  | شهرستان کوچیز، آریزونا      | ۳٬۷۵۷        | ۶٫۱ مایل مربع (۱۵٫۸ کیلومتر مربع)      | ۱۹۱۵   |
| ویلیامز         | شهر  | شهرستان کاکانینو، آریزونا   | ۳٬۰۲۳        | ۴۳٫۸ مایل مربع (۱۱۳٫۴ کیلومتر مربع)    | ۱۹۰۱   |
| وینکلمن         | شهرک | شهرستان جیلا، آریزونا       | ۳۵۳          | ۰٫۷ مایل مربع (۱٫۸ کیلومتر مربع)       | ۱۹۴۹   |
| وینسلو          | شهر  | شهرستان ناواهو، آریزونا     | ۹٬۶۵۵        | ۱۲٫۳ مایل مربع (۳۱٫۹ کیلومتر مربع)     | ۱۹۰۰   |
| یانگ تاون       | شهرک | شهرستان مریکوپا، آریزونا    | ۶٬۱۵۶        | ۱٫۳ مایل مربع (۳٫۴ کیلومتر مربع)       | ۱۹۶۰   |
| یوما، آریزونا   | شهر  | شهرستان یوما، آریزونا       | ۹۳٬۰۶۴       | ۱۰۶٫۷ مایل مربع (۲۷۶٫۴ کیلومتر مربع)   | ۱۹۱۴   |

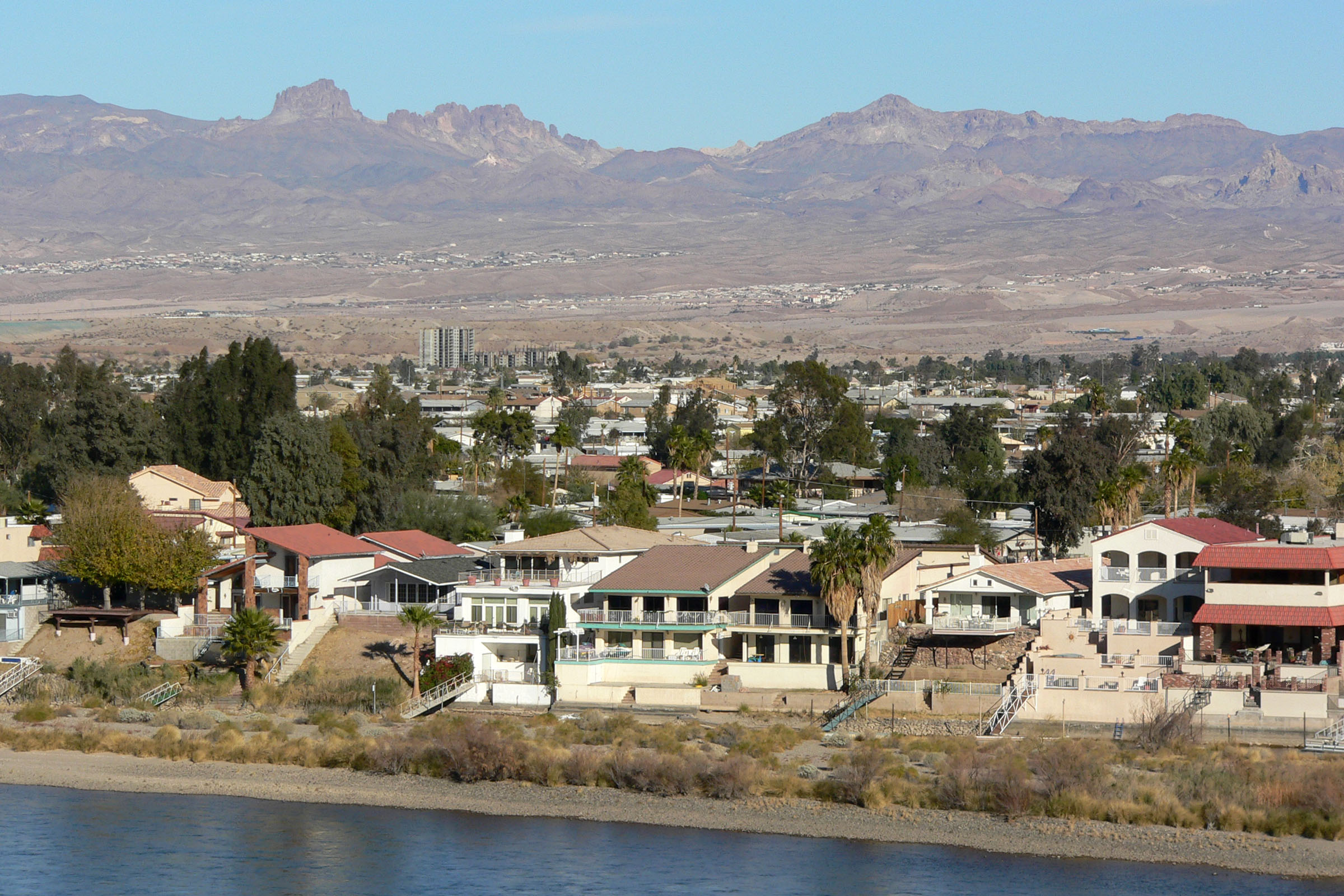
بولهد سیتی
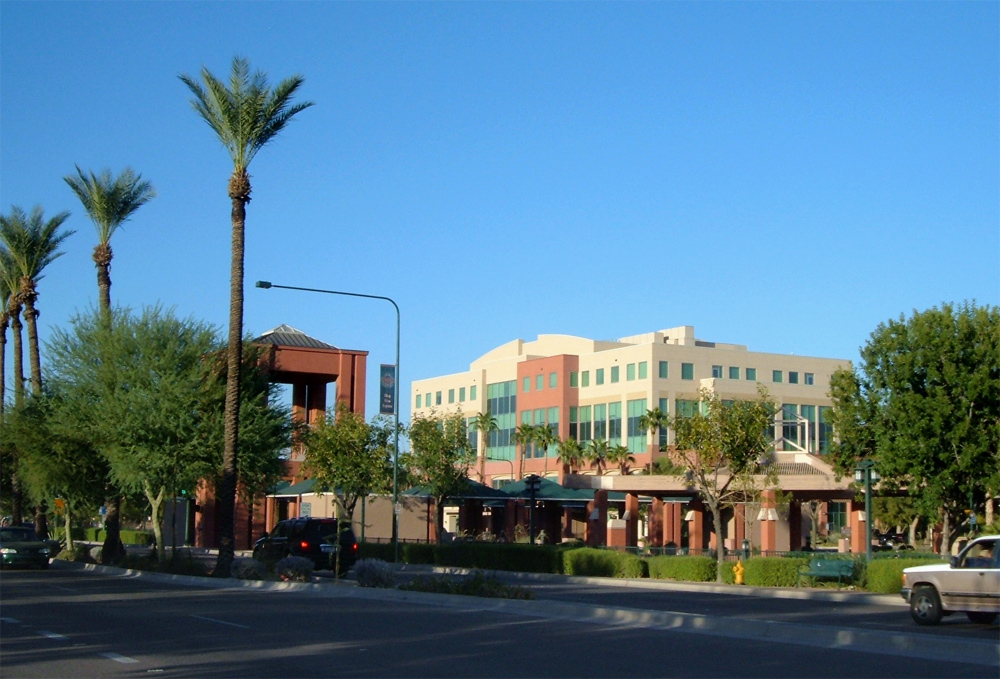
چندلر، آریزونا
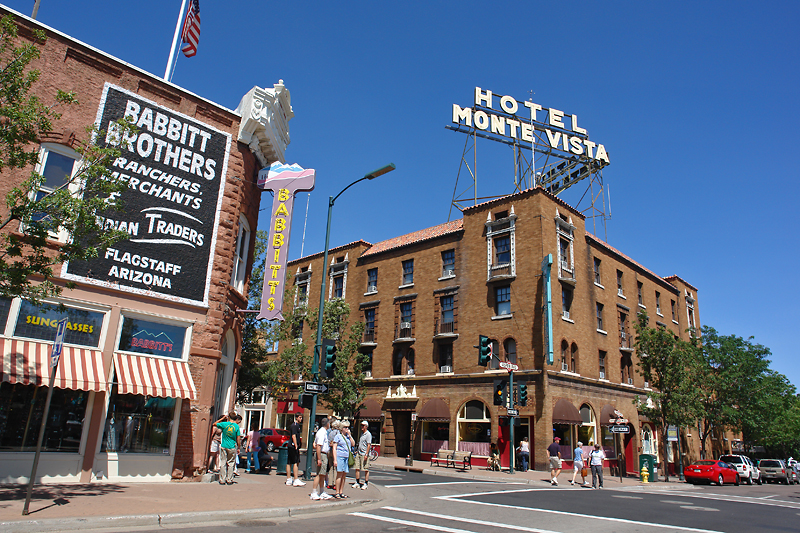
فلگستف، آریزونا
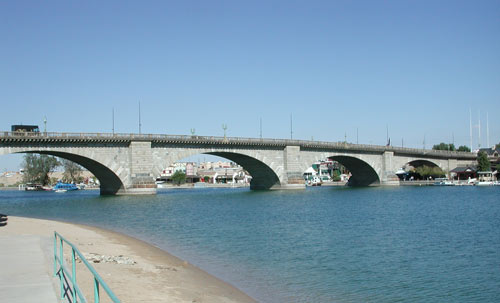
لیک هوسا سیتی
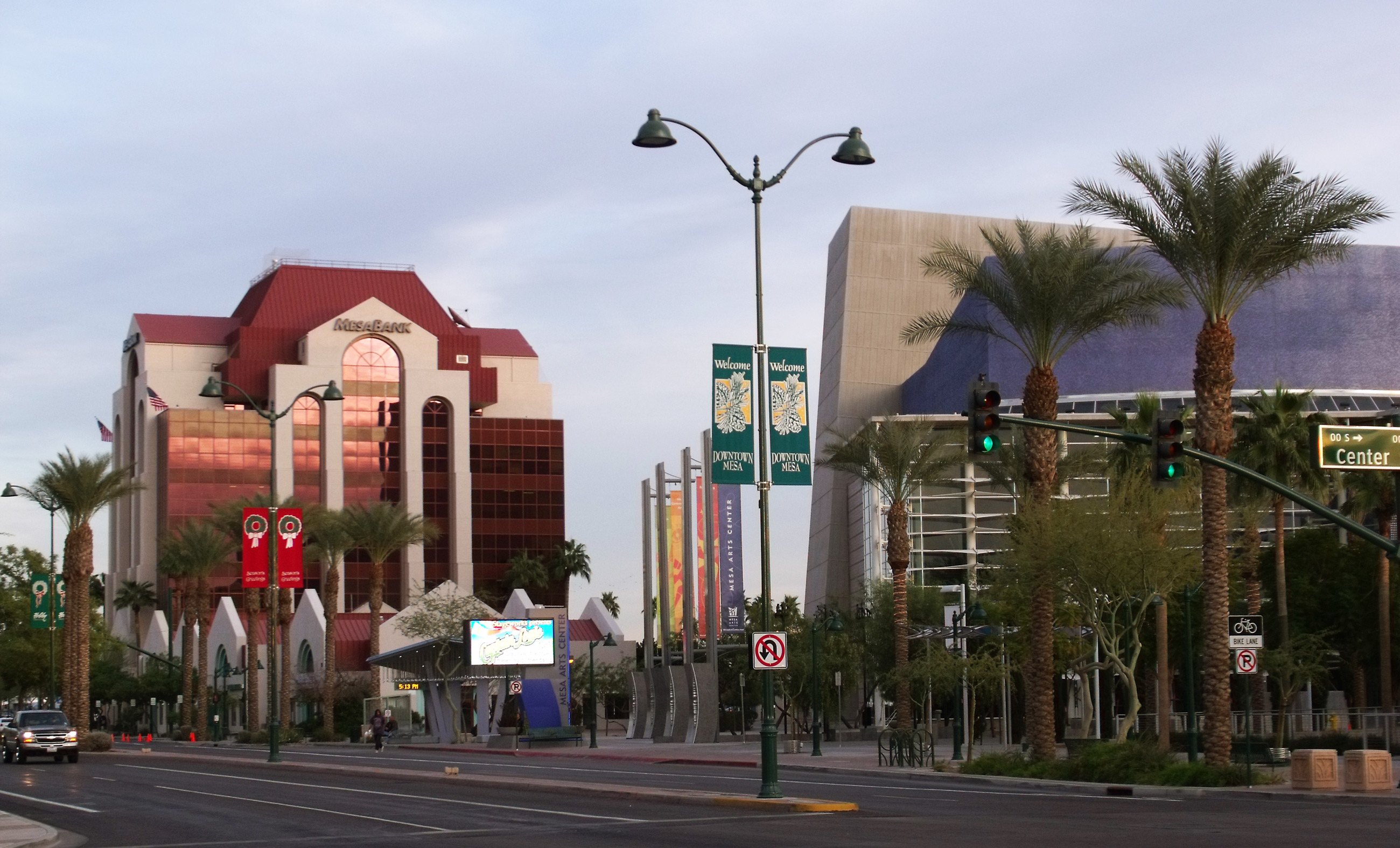
میزا
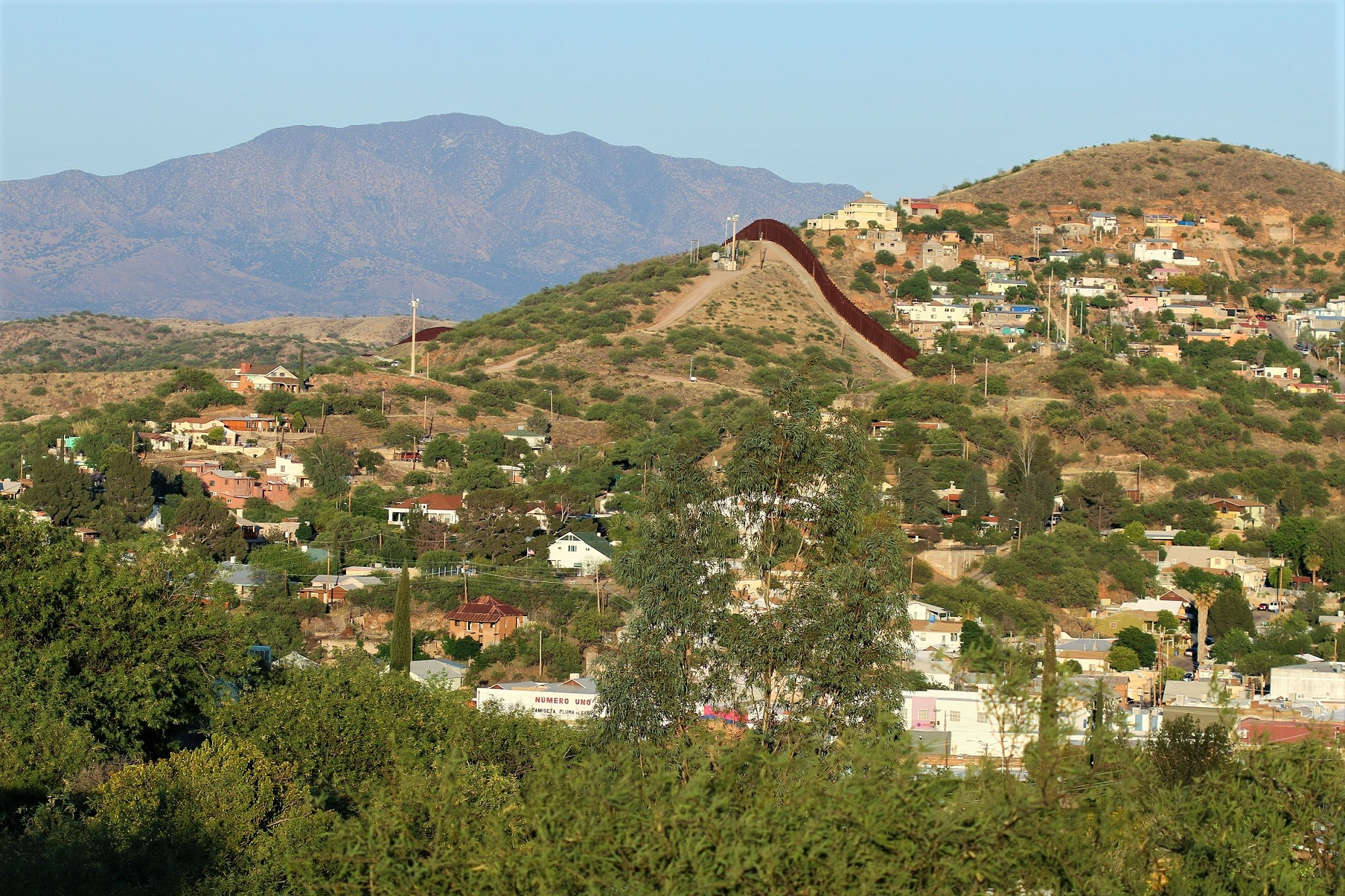
نوگالس
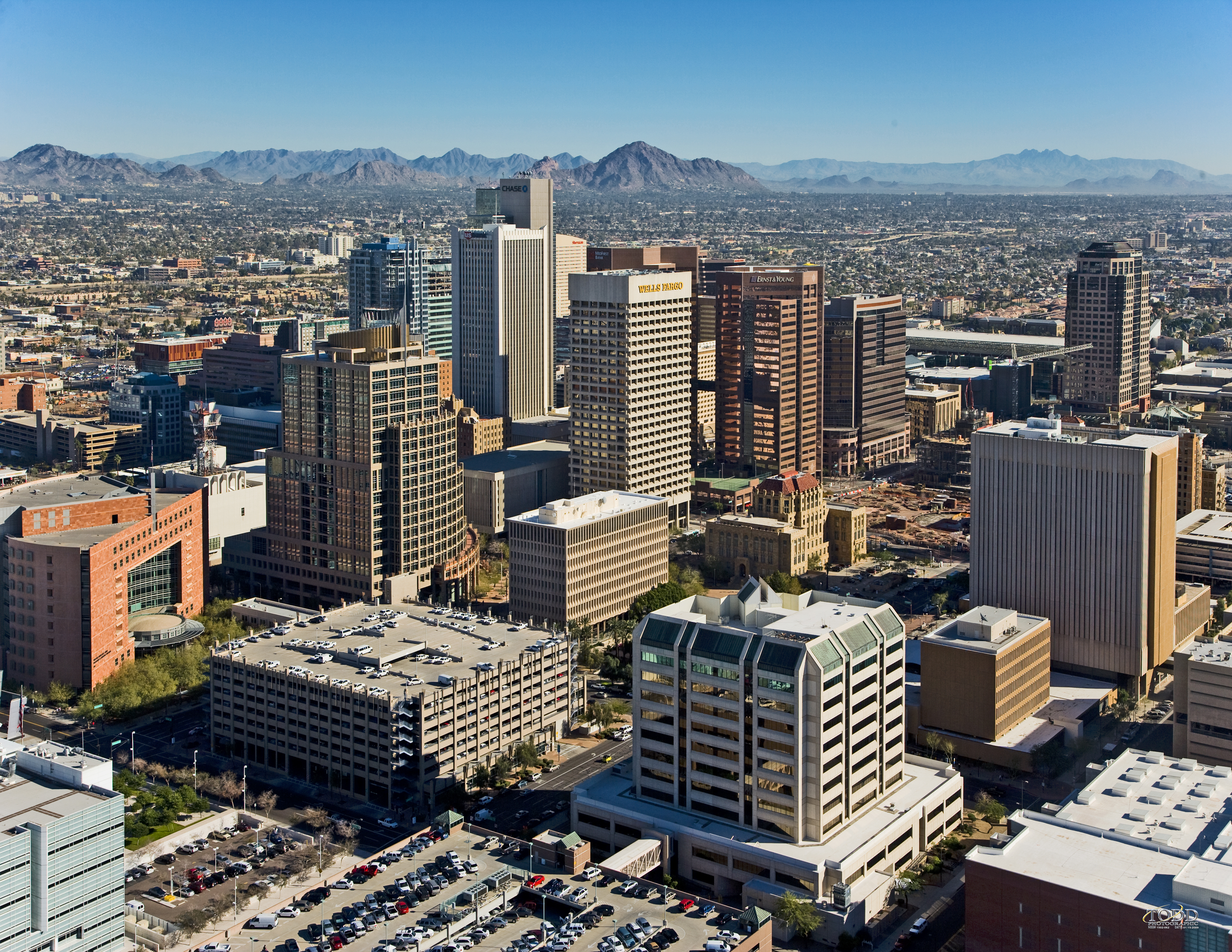
فینیکس پایتخت آریزونا
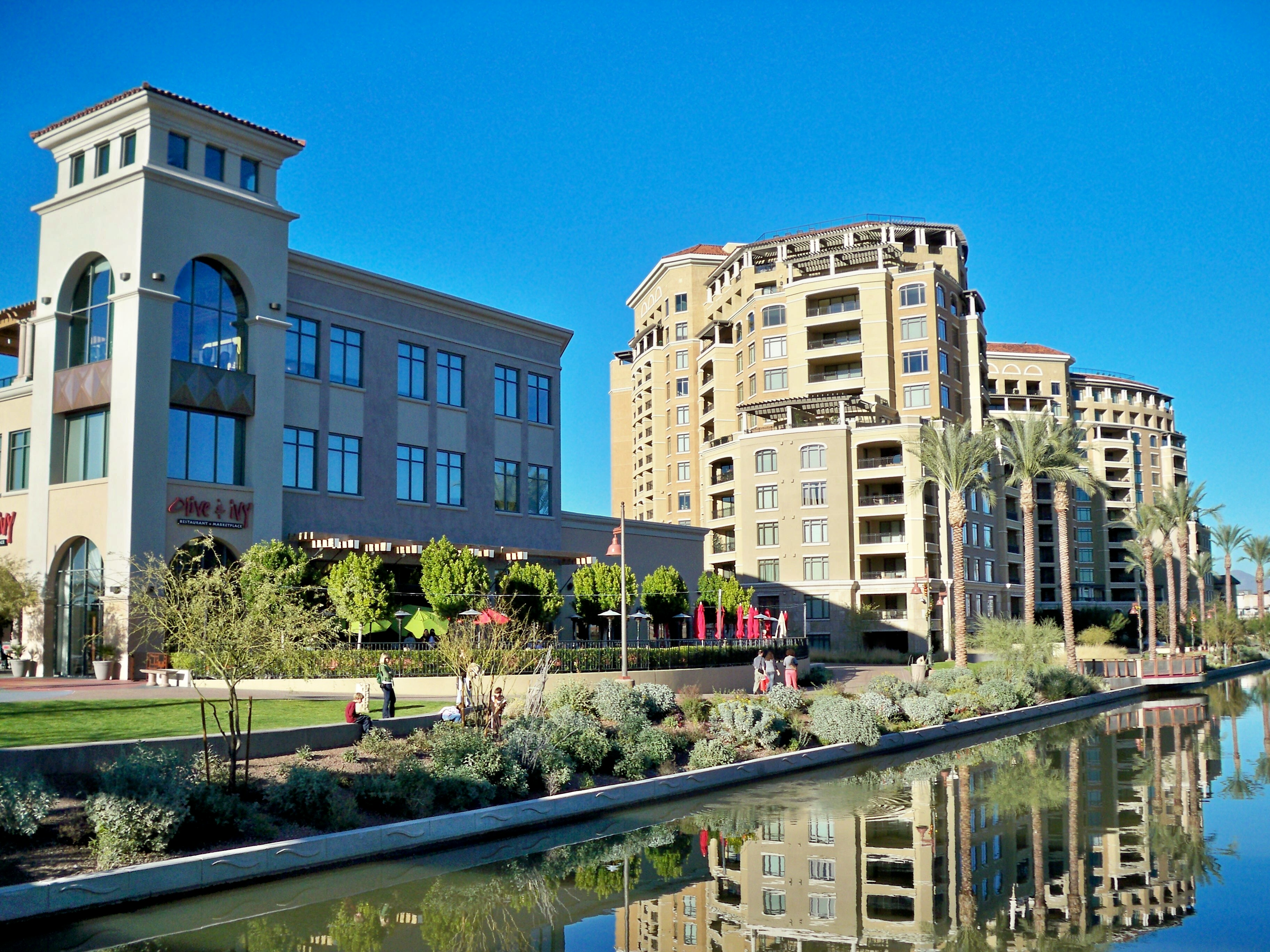
سکاتزدیل، آریزونا
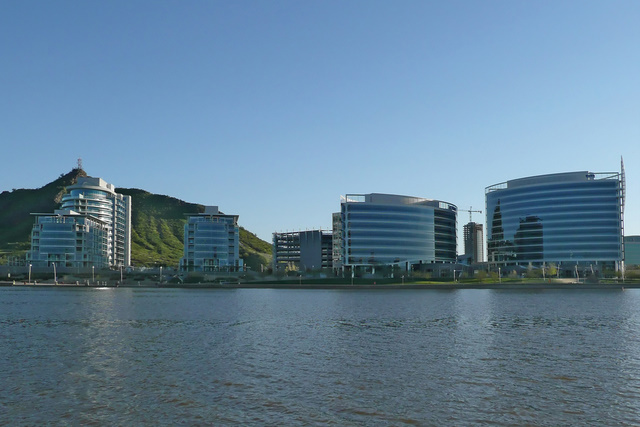
تمپی
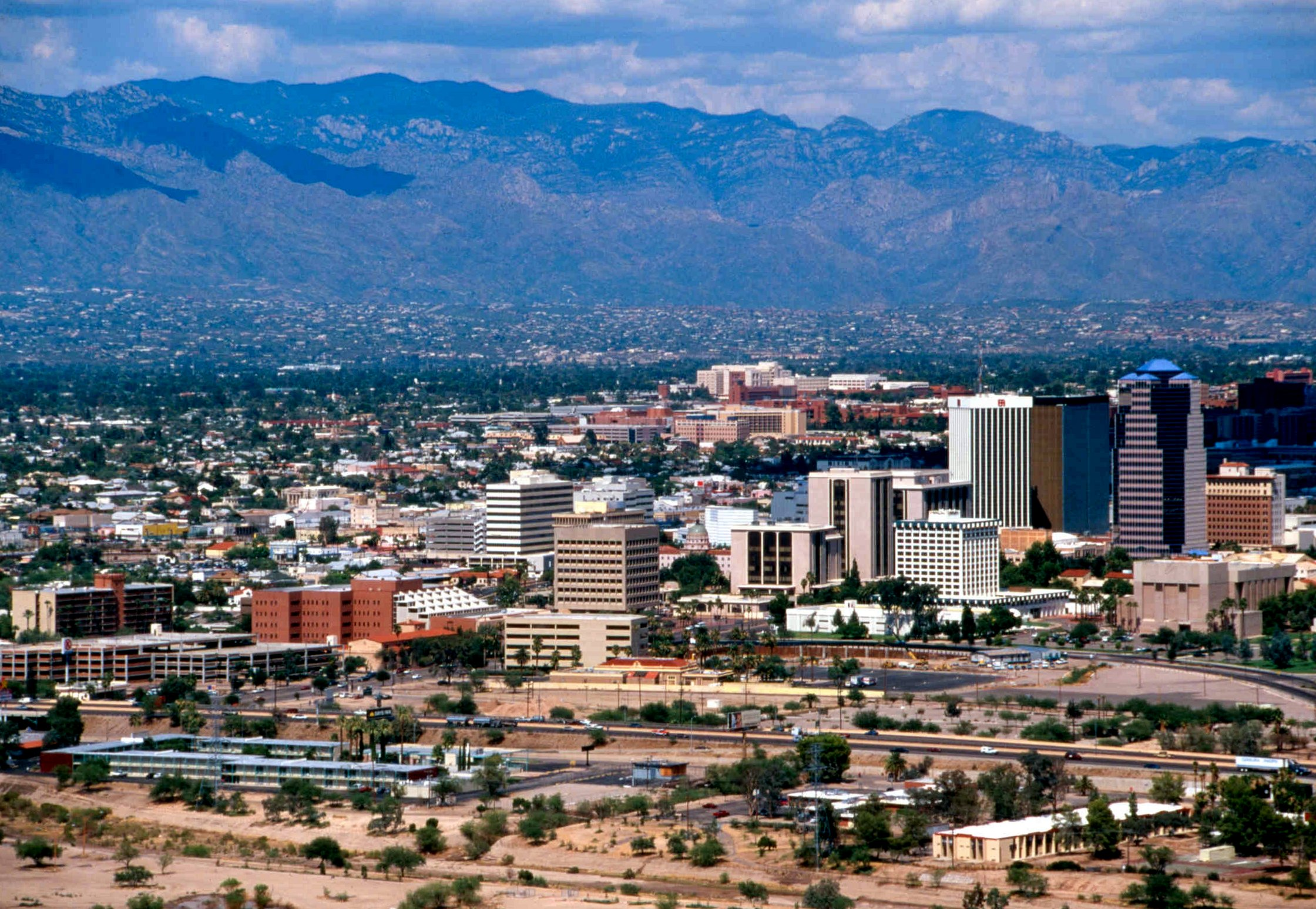
توسان
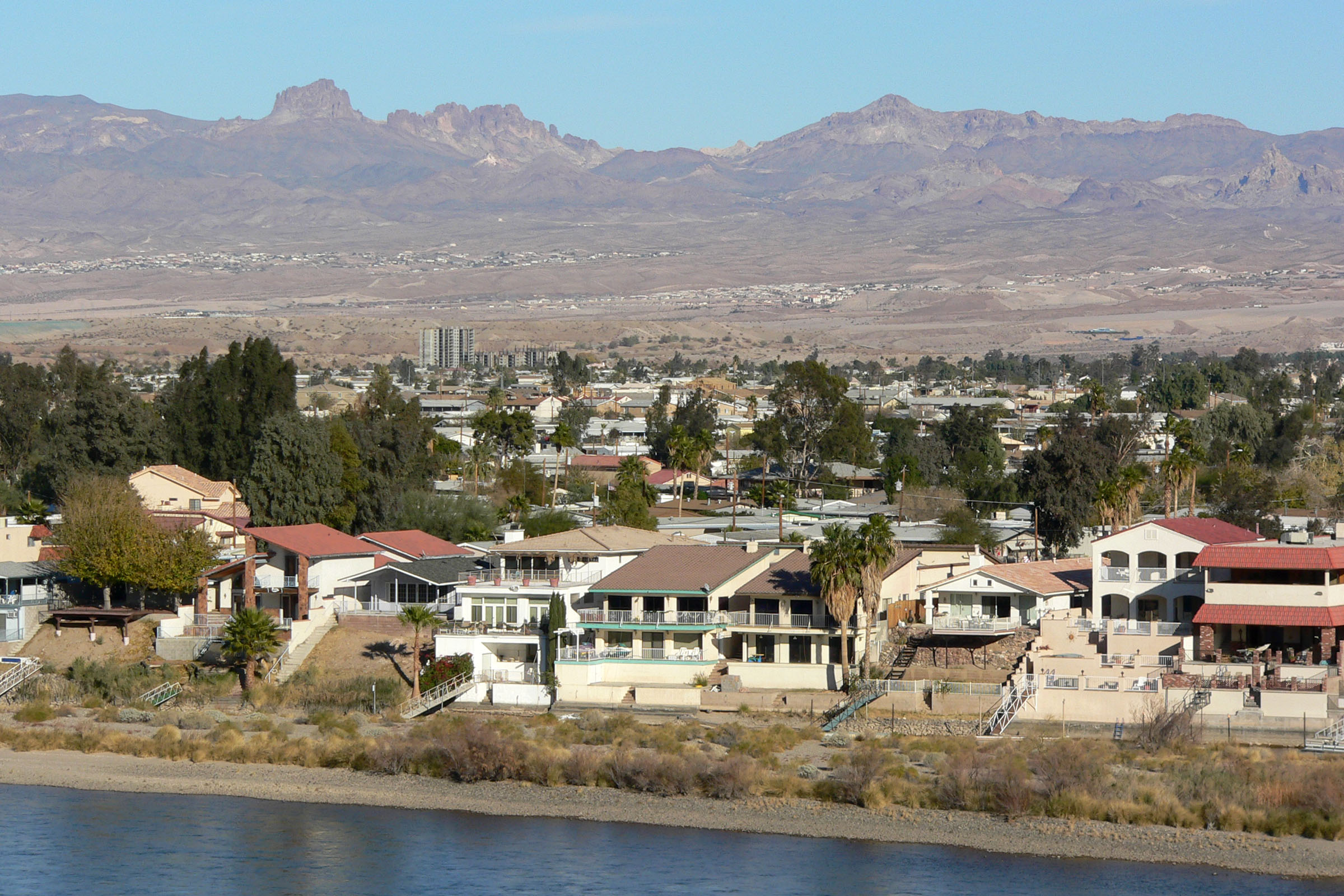
بولهد سیتی
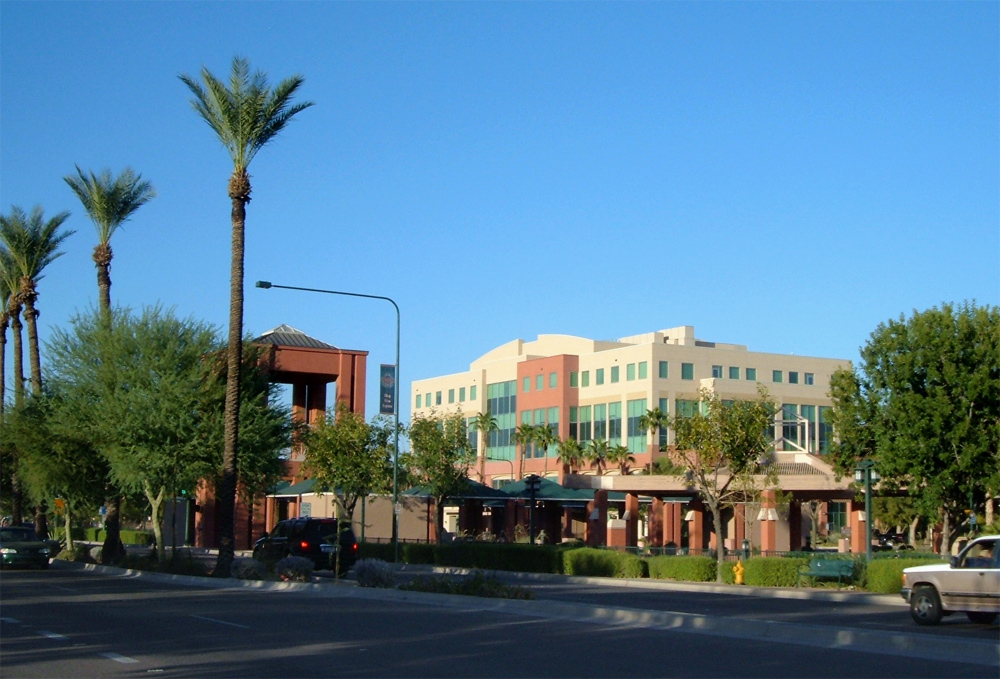
چندلر، آریزونا
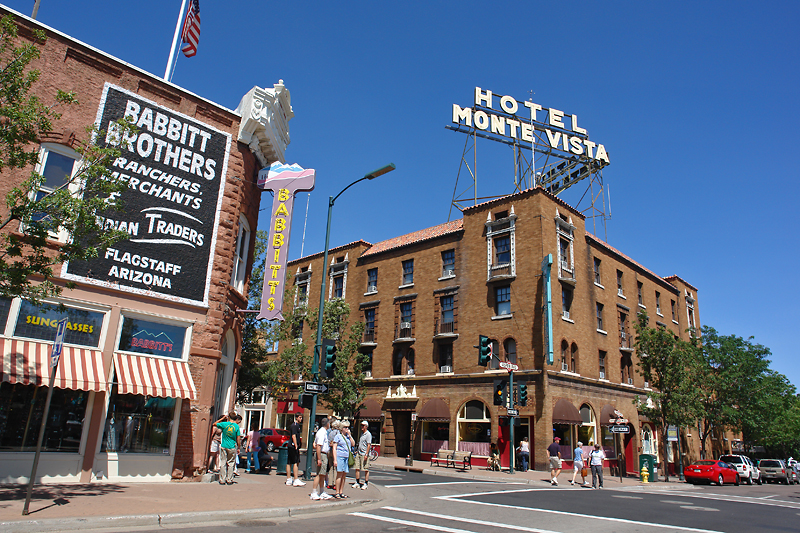
فلگستف، آریزونا
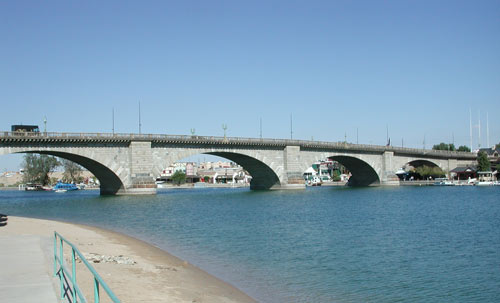
لیک هوسا سیتی
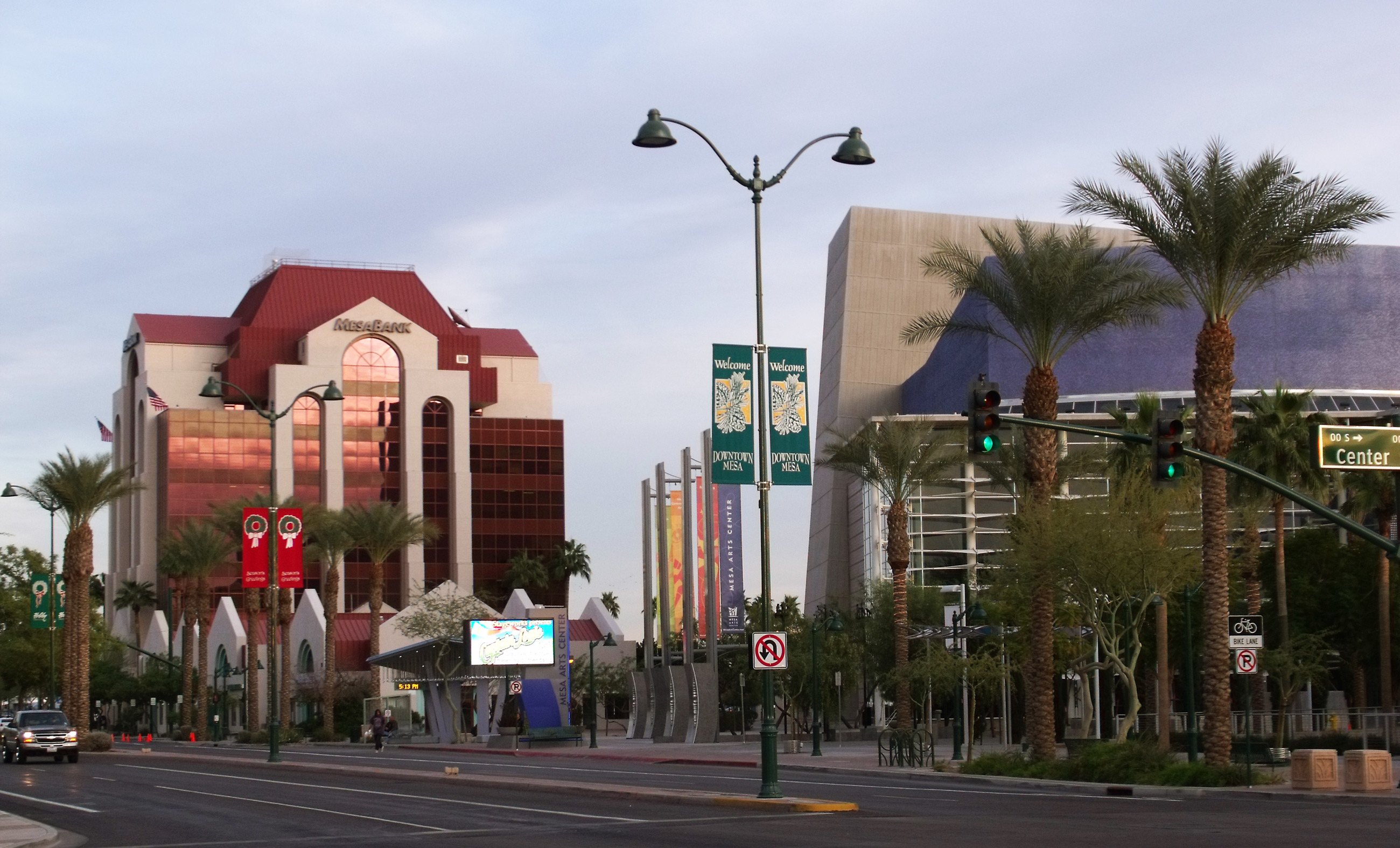
میزا
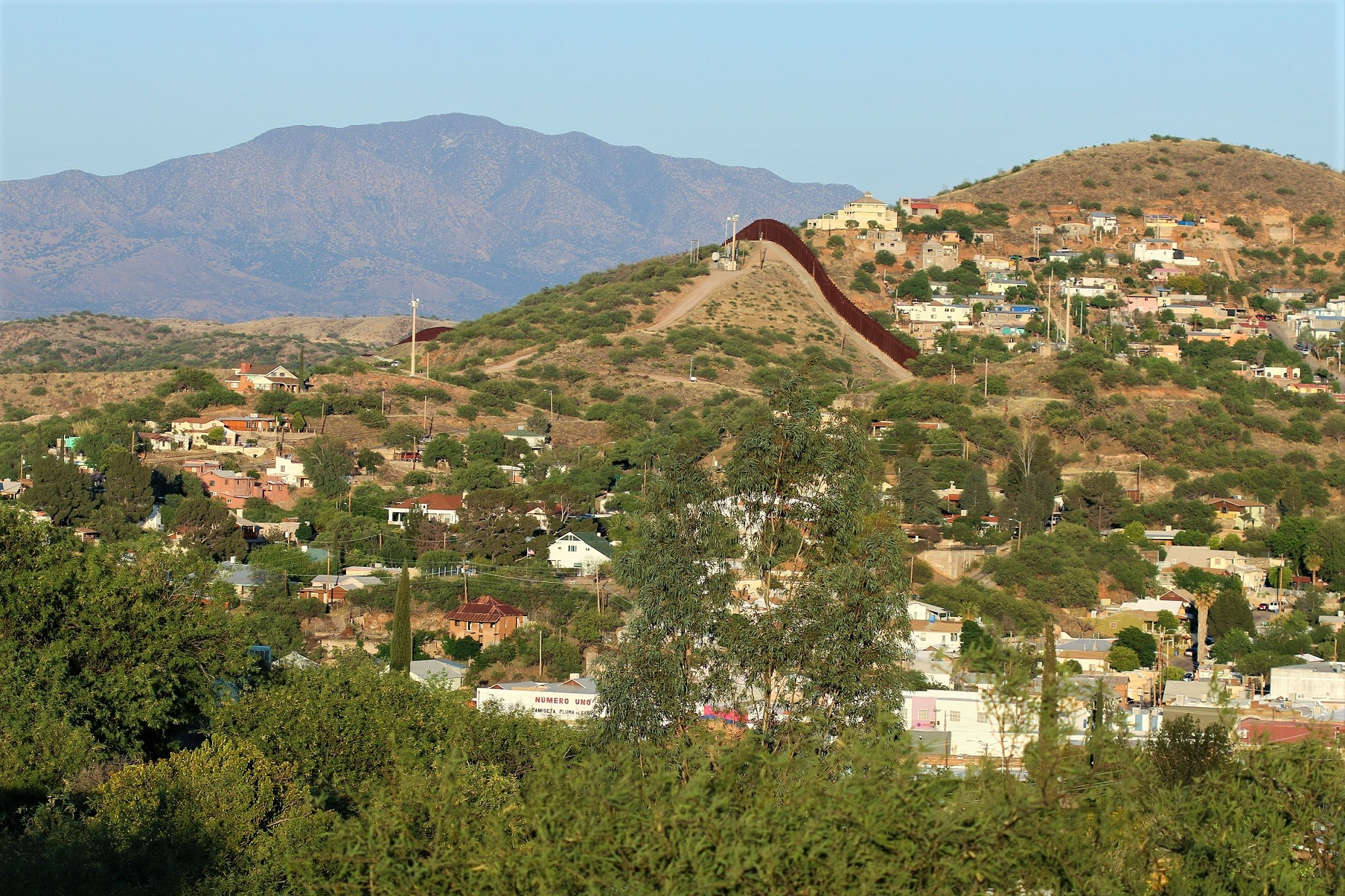
نوگالس
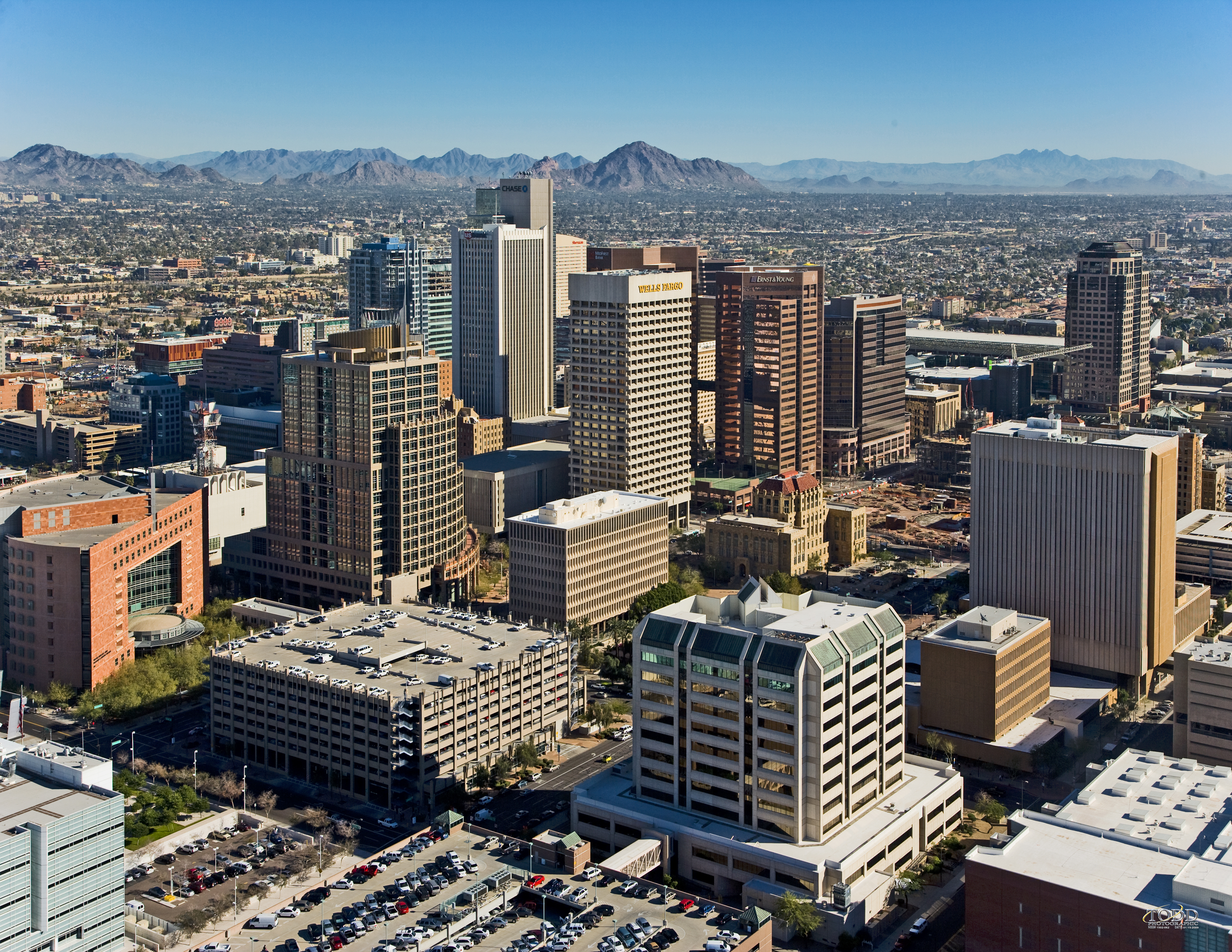
فینیکس پایتخت آریزونا
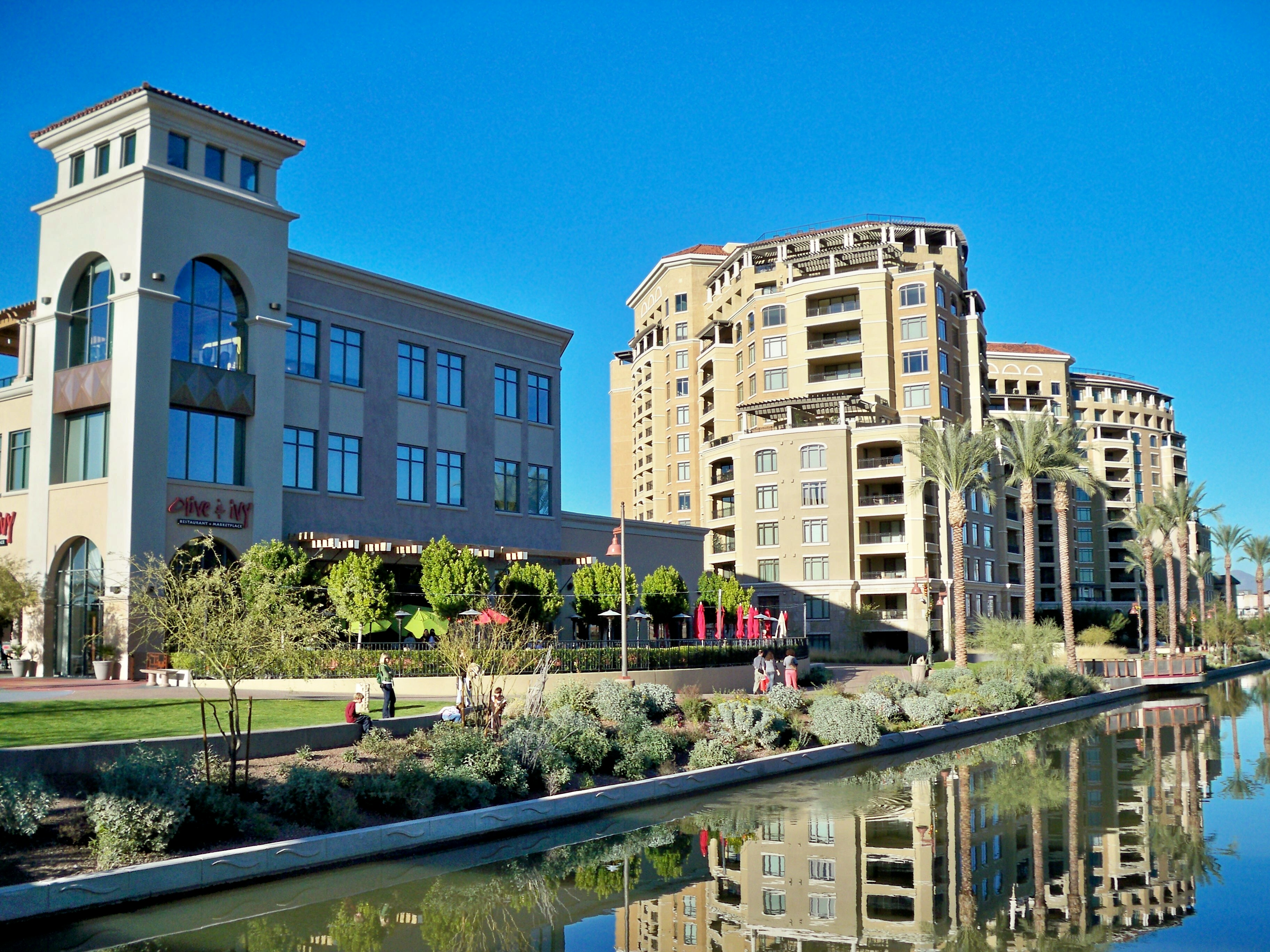
سکاتزدیل، آریزونا
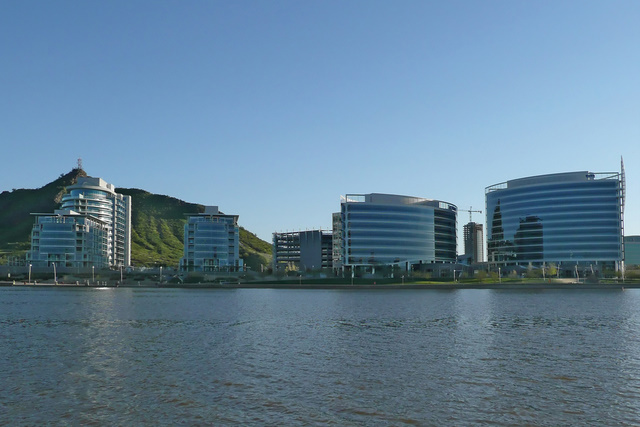
تمپی
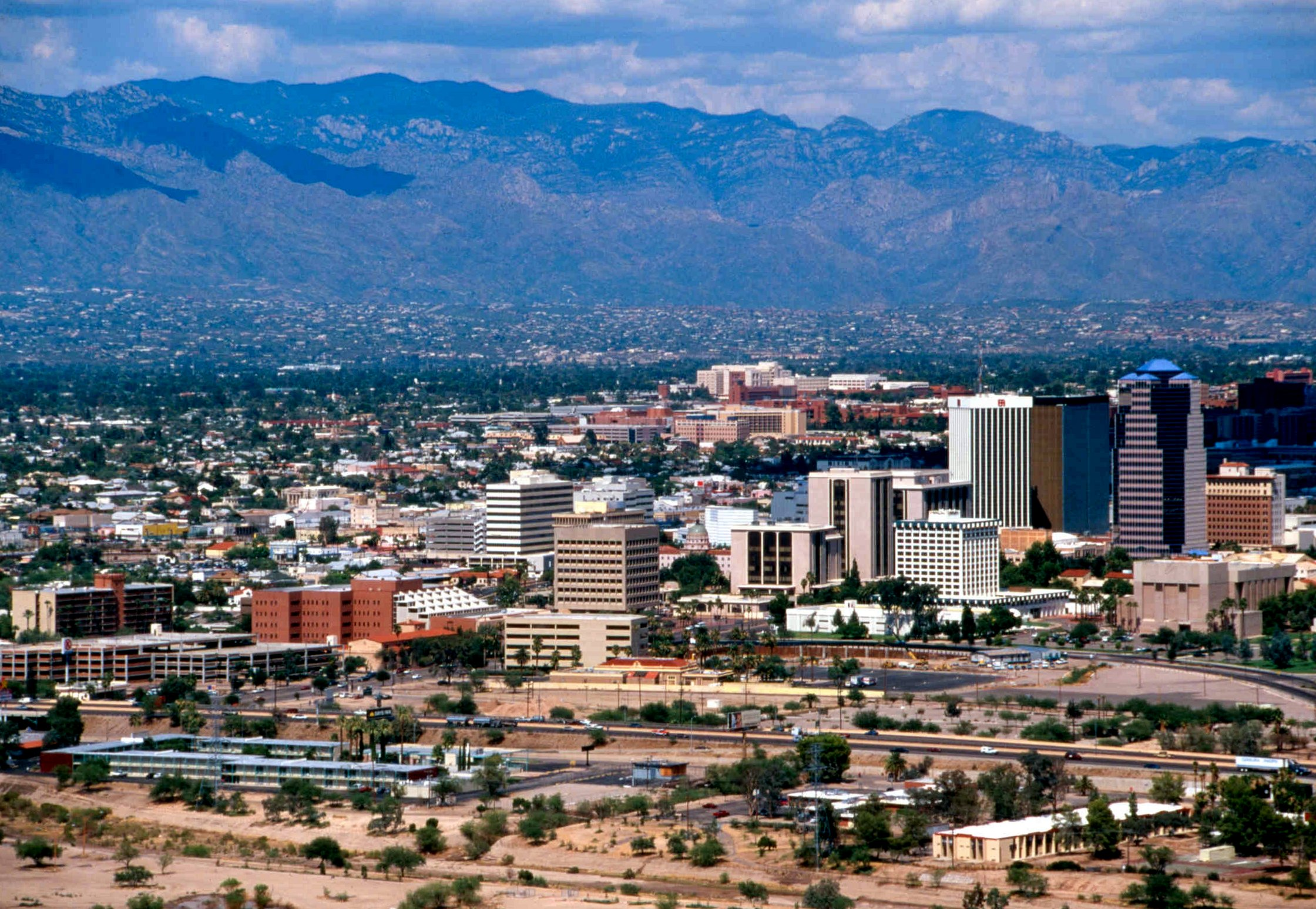
توسان